# 建明 (呂苟兒)
建明（506年正月—七月）是北魏時期秦州屠各族、羌族領導呂苟兒、王法智（或作王智）的年号，共計數月。

## 紀年對照表
| 建明 | 元年  |
| ---- | ----- |
| 西元 | 506年 |
| 干支 | 丙戌  |

## 同期存在的其他政權年號
- 中國
  - 天監（502年－519年）：南朝梁—梁武帝蕭衍之年號
  - 正始（504年－508年）：北魏—魏宣武帝元恪之年號
  - 聖明（506年）：北魏時期—起義領袖陳瞻之年號
  - 始平（506年－507年）：柔然—佗汗可汗郁久闾伏图之年號
  - 承平（502年－509年）：高昌—麴嘉之年號

## 深入閱讀
- 李崇智. . 北京: 中華書局. 2004年12月. ISBN 7101025129.